# الفتاة المجاورة
الفتاة المجاورة (بالإنجليزية: The Girl Next Door) هو فيلم كوميدي رومانسي تم إنتاجه في الولايات المتحدة وصدر في سنة 2004. الفيلم من إخراج لوك غرينفيلد من بطولة إميل هيرش وإليشا كثبيرت وتيموثي أوليفانت وجيمس ريمار وكريس ماركيت وبول دانو.
تلقى الفيلم آراء متباينة وحضور جماهيري منخفض في ذلك الوقت، ولكن مع مرور الوقت أكتسب الفلم مكانة وقاعدة جماهيرية كبيرة وأصبح فيلم كالت.

## القصة
قُبل طالب الثانوية المراهق الطموح ماثيو كيدمان في جامعة جورج تاون لكنه لا يستطيع تحمل الرسوم الدراسية. وبكونه رئيس الصف انشأ حملة لجمع 25,000 دولار من أجل جلب الطالب الكمبودي العبقري سامنانج للدراسة في الولايات المتحدة. ولكن بخلاف ذلك لم يجد شيئًا فَرِيد عن تجربته في المدرسة الثانوية. لديه صديقان، إيلي طالب منتج للافلام المنحرف، وكليتز الخجول ولدى ماثيو استياء من افتقارهم إلى السلوك المحفوف بالمخاطر مثل باقي طلاب الثانوية. تتغير حياة ماثيو فجأة عندما تنتقل فتاة غاية في الجمال تدعى دانييل إلى المنزل المجاور. عندما رأها ماثيو تخلع ملابسها من نافذة منزله كشفته وذهبت الى منزله. ثم قامت بتقديم نفسها لوالديه، واقترحوا على ماثيو أن يصطحب دانييل في جولة في المدينة. وأثناء الجولة في السيارة، تجبره دانييل على خلع ملابسه وتجبره على الركض عارياً في الشارع.
يترابط ماثيو ودانييل من خلال سلسلة من المواقف الغزلية. وفي احدى الحفلات التي اقامها أحد زملائه في الصف، يجد ماثيو أخيرًا الشجاعة لتقبيل دانييل. وفي اليوم التالي تحطمت أحلام ماثيو عندما أخبره صديقه إيلي أن حبيبته دانييل هي ممثلة اباحية سابقة.
بناءً على نصيحة إيلي، يأخذ ماثيو دانييل إلى فندق ويعاملها بلطف ورخص. دانييل تتعرض للإهانة وتقرر إنهاء العلاقة بينهم فجأة. يحاول ماثيو الاعتذار، لكن دانييل تقرر العودة إلى مجال الإباحية. يذهب ماثيو وإيلي وكليتز إلى مؤتمر أفلام للبالغين في لاس فيغاس حيث يحذر كيلي، وهو منتج أفلام للبالغين وصديق دانييل السابق، ماثيو من التدخل في عمله. يتجاهله ماثيو ويُقنع دانييل بترك ماضيها وراءها.
بعد أيام، يختطف كيلي ماثيو من المدرسة ويعتدي عليه جسديًا، قائلًا إنه كلفه خسائر 30 ألف دولار. يعرض كيلي لماثيو المسامحة مقابل سرقة جائزة من شريكه السابق هوغو بوش. وبمجرد دخول ماثيو لمنزل بوش لسرقة الجائزة، يتصل كيلي بالشرطة ويغادر. يهرب ماثيو من الشرطة بصعوبة ويذهب لحضور حفل العشاء للحصول على المنحة دراسية. يرتجل ماثيو خطابًا عاطفيًا في حفل العشاء أثناء انتشائه على إكستاسي الذي خدعه كيلي ليأخذه. وعلى الرغم من قدرته بهذا الخطاب على نيل إعجاب وحب دانييل، إلا أنه لم يفز بالمنحة الدراسية.
يمارس كيلي المزيد من الانتقام من خلال التظاهر بأنه مستشار الطلاب لماثيو وسرقة الأموال التي تم جمعها لصالح سامنانج. يخشى ماثيو من ان يصبح متورط في عملية احتيال. لذا يلجأ إلى دانييل طلبًا للمساعدة، وتتصل بهوغو بوش واتفقوا على إنتاج فيلم إباحي في ليلة حفلة الرقص مع زملاء دانييل السابقين وزملاء ماثيو كممثلين. يقوم إيلي بإدارة الإنتاج الخاص بالفلم، وعندما لا يتمكن أحد من أداء مشهد مهم، يجد كليتز الثقة للقيام بذلك بنفسه. بعد إحتفالهم بنجاح تصوير الفلم يمارسان ماثيو ودانييل الحب لأول مرة.
في صباح اليوم التالي، اتصل إيلي بماثيو وأخبره بسرقة شريط الفلم الذي تم تصويره. يدخل ماثيو منزله ليجد كيلي بحوزته الشريط ويتحدث مع والديه ومديره. يطالب كيلي بنصف الأرباح النهائية لماثيو من الفلم لكي لا يعرض الشريط على أهله. عندما يرفض ماثيو، يقوم كيلي بتشغيل الشريط لأهل ماثيو والمدير، الذين يتفاجأون عندما يجدون أن ماثيو وأصدقائه قد صنعوا فيلمًا تعليميًا جنسيًا حديثًا. يكسب هوغو بوش وماثيو الملايين، ويدفع بوش تكاليف رحلة سامنانج. في النهاية يصبح إيلي مخرج افلام ناجح، ويذهب كليتز إلى الكلية ويسعده أن يعلم أن زملائه قد أعجبهم مشهده في الفيلم الذي قام بتمثيله. اما ماثيو فيذهب إلى جورج تاون ويأخذ دانييل معه.

## طاقم التمثيل
- إميل هيرش في دور ماثيو كيدمان
- إليشا كثبيرت في دور دانييل
- كريس ماركيت في دور إيلي
- بول دانو في دور كليتز
- تيموثي أوليفانت في دور كيلي
- جيمس ريمار في دور هوغو بوش
- يوليسيس لي في دور سامنانج
- هاريس لاسكاوي في دور المدير سالينجر
- أوتوم ريسر في دور جاين
- أوليفيا وايلد في دور كيلي
- أماندا سويستن في دور ابريل
- سونغ هي لي في دور فيراري
- تيموثي بوتومز في دور السيد كيدمان
- دونا بولوك في دور السيدة كيدمان
- جاكوب يانغ في دور هنتر
- لوثر رينز في دور ميول

## الإستقبال

### الإيرادات
حقق الفيلم 14,589,444 دولارًا أمريكيًا في الولايات المتحدة، بالإضافة إلى 15,821,739 دولارًا أمريكيًا خارج الولايات المتحدة، بإجمالي إجمالي قدره 30,411,183 دولارًا أمريكيًا.

### آراء النقاد
حصل الفيلم على موقع روتن توميتوز على نسبة تقييم 56% بناءً على 159 مراجعة، بمتوسط تقييم 5.60/10. يقول نقاد الموقع: "الفيلم مقتبس بشكل كبير من فيلم ريسكي بيزنس، على الرغم من أن هيرش وكوثبرت ممثلين جذابين كـ "شخصيات رئيسية". على موقع ميتاكريتيك، حصل الفيلم على متوسط درجات تقييم تبلغ 47 بناءً على 32 مراجعة، مما يشير إلى مراجعات متوسطة. الجماهير التي تم استطلاع رأيها بواسطة موقع سينماسكور أعطت الفيلم درجة "B+" على مقياس من A إلى F.
وصفت شيري ليندن من هوليوود ريبورتر الفيلم بأنه "كوميديا حادة ومليئة بالحيوية". ووصف ديسون تومسون من صحيفة واشنطن بوست الفيلم بأنه "قضية ترفيهية لا يتوقف إبداعها عن المفاجأة أبدًا." من مجلة الإنترتينمنت ويكلي أوين جليبرمان أعطى الفيلم تقييم B وكتب: "كان لفيلم ريسكي بيزنس عرضًا افتتاحيًا رائعًا ثم انحدرَ الى مستوى اقل. هذه النسخة المقلدة ضعيفة في البداية ولكنها تتحسن مع مرور الوقت."
قَدَمَ جو ليدون من مجلة فارايتي مراجعة متوسطة، منتقدًا الفيلم لكونه "مُعاد تدويره" ومقارنته بفيلم ريسكي بيزنس والفطيرة الأمريكية ورومانسيات الثمانينيات. ويصف الممثلين الرئيسيين بأنهم "جذابون لكن سطحيين" لكنه أشاد بالممثلين الثانويين، وخاصة ادوار أوليفانت السارقة للأضواء. كَتَبَ أنتوني سكوت من صحيفة نيويورك تايمز "أن الفيلم يقدم وجهة نظر عن المواد الإباحية ليست غير أخلاقية، ولكن في نفس الوقت أن فكرة الفيلم أن دانييل يجب إنقاذها من العار والإهانة لوظيفتها القديمة تشير إلى وجهة نظر أكثر تقليدية ومرفوضة. بدلًا من معالجة هذا التناقض، يستمر الفيلم بالانغماس فيه، وهو أمر سيكون جيدًا لو كان فيه أي متعة حقيقية يقدمها الفيلم. اما روجر إيبرت أعطى الفيلم 1.5 نجمة من أصل 4، ووصفه بأنه "عمل سيئ" وانتقد الاستوديو لتسويق الفيلم على أنه فيلم كوميدي للمراهقين.

## وصلات خارجية
- الفتاة المجاورة على موقع IMDb (الإنجليزية)
- الفتاة المجاورة على موقع ميتاكريتيك (الإنجليزية)
- الفتاة المجاورة على موقع روتن توميتوز (الإنجليزية)
- الفتاة المجاورة على موقع نتفليكس (الإنجليزية)
- الفتاة المجاورة على موقع قاعدة بيانات الأفلام العربية
- الفتاة المجاورة على موقع ألو سيني (الفرنسية)
- الفتاة المجاورة على موقع Turner Classic Movies (الإنجليزية)
- الفتاة المجاورة على موقع أول موفي (الإنجليزية)
- الفتاة المجاورة على موقع بوكس أوفيس موجو (الإنجليزية)
- الفتاة المجاورة على موقع فيلمافينيتي (الإسبانية)